# Pfaffhausen
Pfaffhausen est une des trois localités formant la commune suisse de Fällanden dans le canton de Zurich. 
Le village, situé à la frontière de la ville de Zurich, a connu un important accroissement de population depuis le XXe siècle, passant de moins de 100 habitants en 1939 à  près de 1 900 personnes en 2003.